# Paul Lebeau
Paul Lebeau (Borgerhout, 29 juni 1908 – Brussel, 18 oktober 1982) was een Vlaamse letterkundige en schrijver.

## Levensloop
Na zijn middelbare school (Grieks-Latijnse Humaniora te Antwerpen) studeerde hij Germaanse Filologie te Leuven, waar hij redactiesecretaris werd van het studentenblad Ons Leven. Verder was hij actief lid van Moeder Sinjoria, een studentenclub voor Antwerpse studenten in Leuven én het Katholiek Vlaams Hoogstudentenverbond (KVHV) in Leuven, waar hij meerdere bestuursfuncties heeft waargenomen. Samen met dr. Mon de Goeyse en Willem Melis richtte hij in 1927 de traditionele Duitse studentenvereniging K.A.V. Lovania Leuven herop, in een poging om het Leuvense studentenleven te veredelen. Tijdens deze periode publiceerde hij ook, onder de pseudoniemen Elckerlyk en Van Ginderachter, een aantal jeugdgedichten.
In 1930 doctoreerde Lebeau met het proefschrift Het dilettantisme in de Nederlandse literatuur, waarin hij het onder meer over het tijdschrift Van Nu en Straks heeft. In 1931 begon hij een loopbaan in het onderwijs, maar nadat hij in 1934 (met een studie Het dilettantisme als levenshouding in de West-Europese literatuur) met succes had deelgenomen aan een interuniversitaire wedstrijd, kreeg hij de kans verder te studeren. Hij volgde cursussen in vergelijkende literatuurstudie te Parijs en Berlijn, en kreeg daar les van gerenommeerde specialisten.
Tijdens de bezetting in de Tweede Wereldoorlog publiceerde hij enkele artikels in Volk en Staat, waarin hij sympathie uitdrukte voor de Nieuwe Orde. Hij gaf ook lezingen in collaborerende verenigingen. Als gevolg werd hij bij de Bevrijding korte tijd aangehouden.
Na de oorlog was Lebeau redacteur van Dietsche Warande en Belfort en bestuurslid van Boekengilde De Clauwaert. Onder het pseudoniem van Lambert Stiers trad hij toe tot de redactie van het Vlaams-nationale, culturele maandblad Golfslag. In 1953 stichtte hij de literaire kring De Tafelronde en was mederedacteur van het gelijknamige tijdschrift.
Hij gaf les aan verschillende athenea, tot hij in 1958 werd aangesteld als docent aan de toenmalige Economische Hogeschool Sint-Aloysius en vanaf 1960 ook aan de Facultés Universitaires St. Louis, allebei te Brussel. Deze functie bleef hij uitoefenen tot zijn pensionering in 1978.
In 1970 werd Lebeau lid van de Koninklijke Academie voor Nederlandse Taal- en Letterkunde als opvolger van Stijn Streuvels.

## Literaire betekenis
Paul Lebeau raakte bekend als schrijver van indringende probleemromans (onder meer Mijn vriend Max, Zomer te Zilverberg, De kleine Karamasow ...) en essays (onder meer Het Siegfriedmotief ...).
Naam maakte hij vooral met zijn historische roman Xanthippe (1959), waarmee hij zijn vroegere productie ruimschoots overtrof, en waarvoor hij drie maal bekroond werd. In deze roman laat hij, met veel medegevoel en begrip, de beruchte echtgenote van Socrates haar levensverhaal vertellen.
Hij was medeoprichter en redacteur van De Tafelronde en vanaf 1960 zetelde hij ook in de redactie van Dietsche Warande & Belfort. In 1970 werd hij lid van de Koninklijke Academie voor Nederlandse Taal- en Letterkunde en van 1976 tot 1977 was hij voorzitter van de vereniging Scriptores Catholici. In 1981, één jaar voor zijn dood, ontving hij nog de Prijs voor Letterkunde van de provincie Antwerpen.